# Andréa Pachá
Andréa Maciel Pachá (Petrópolis, 4 de janeiro de 1964) é uma juíza e escritora brasileira.
Foi promovida a desembargadora do TJ-RJ em 30 de agosto de 2021.
Formou-se em Direito pela Universidade do Estado do Rio de Janeiro (UERJ). Como membro do Conselho Nacional de Justiça (CNJ), criou o Cadastro Nacional de Adoção e a Comissão de Conciliação e Acesso à Justiça, além de atuar na implantação das Varas de Violência contra a Mulher em todo o Brasil. Também promoveu campanhas para simplificar a linguagem utilizada nos processos, combatendo o "juridiquês". Pela sua atuação no CNJ, recebeu em 2010 o Diploma Bertha Lutz
Lançou em 2012 o livro A vida não é justa − Amores e outros conflitos reais segundo uma juíz (Editora Agir), em que reuniu casos coletados ao longo de mais de 15 anos em varas de família. Em 2013, tornou-se ouvidora do Tribunal de Justiça do Rio de Janeiro. Segredo de Justiça - Disputas, Amores e Desejos Nos Processos de Família Narrados Com Emoção e Delicadeza por uma Juíza em 2014. Em 2018 lançou Velhos são os outros pela Editora Intrínseca.
| Ano  |  | Título               | Gênero | Editora       | Adaptado |
| ---- |  | -------------------- | ------ | ------------- | -------- |
| 2012 |  | A Vida Não é Justa   | Drama  | Agir          | Sim      |
| 2014 |  | Segredo de Justiça   | Drama  | Harpercollins | Não      |
| 2018 |  | Velhos são os outros | ficção | Intrínseca    |          |